# Fools (Lied)
Das Lied Fools (engl. für ‚Narren‘) ist ein Lied der britischen Hardrock-Band Deep Purple, das erstmals 1971 auf ihrem Album Fireball veröffentlicht wurde.

## Entstehung
Das Stück entstand im Zeitraum zwischen 1970 und 1971 während der Tournee zum Album Deep Purple in Rock und wurde im Studio verfeinert. Aufgenommen wurde es während der einjährigen Arbeiten zum Album Fireball. Geschrieben und eingespielt wurde es in der sogenannten Mk II-Besetzung.

## Musik
Der Titel beginnt mit einem instrumentalen, ruhigen und melancholischen Abschnitt, zu dem Ian Gillan leise und gefühlvoll singt. Nach 1:40 entwickelt sich das Stück zu einem gewohnt harten und progressiven Song, bei dem Ian Gillan seinen „Schreigesang“ benutzt. Im Soloteil wird Blackmores nach Cello klingende Gitarre von Paices Schlagzeug begleitet. Das Lied nimmt danach nochmals an Intensität zu und klingt nach dem Finale mit Jon Lords Orgel aus.

## Liveversionen
Das Lied wurde während der Tournee zum Album Fireball oft gespielt und tauchte auch danach immer wieder in der Setlist der Band auf.

## Soundtrack
Fools diente 1974 als Soundtrack für die ZDF-Serie Der Kommissar, Folge 68, Domanns Mörder sowie 1976 für die Fernsehreihe Tatort, Folge 68, Abendstern und 1977 im Fernsehfilm Die Vorstadtkrokodile.